# Epalzeorhynchos
Epalzeorhynchos — невеликий рід родини коропових, що налічує 4 види. Їх тримають в акваріумах, де вони відомі під назвою лабео (назва роду, до якого раніше зараховувались ці риби).

## Види
- Epalzeorhynchos bicolor (Smith, 1931)
- Epalzeorhynchos frenatus (Fowler, 1934)
- Epalzeorhynchos kalopterus (Bleeker, 1850)
- Epalzeorhynchos munense (Smith, 1934)